# Hyphoderma cristulatum
Hyphoderma cristulatum är en svampart som först beskrevs av Elias Fries, och fick sitt nu gällande namn av Donk 1957. Hyphoderma cristulatum ingår i släktet Hyphoderma och familjen Meruliaceae.   Inga underarter finns listade i Catalogue of Life.